# Hajtovka
Hajtovka (in ungherese Hajtóka) è un comune della Slovacchia facente parte del distretto di Stará Ľubovňa, nella regione di Prešov.